# アシベンゾラル
アシベンゾラル(acibenzolar)は、殺菌剤として用いられる化合物である。近縁種のアシベンゾラル-S-メチルはこのメチル誘導体である。
直接的な殺菌活性は示さず、植物の病原菌に対する抵抗性を誘導する「抵抗性誘導剤」として機能する。